# Leonard Williams
Leonard Williams (Bakersfield, California, 20 de junio de 1994) apodado Big Cat, es un jugador profesional estadounidense de fútbol americano que se desempeña en la posición de defensive end en Seattle Seahawks, equipo de la National Football League (NFL).

## Carrera

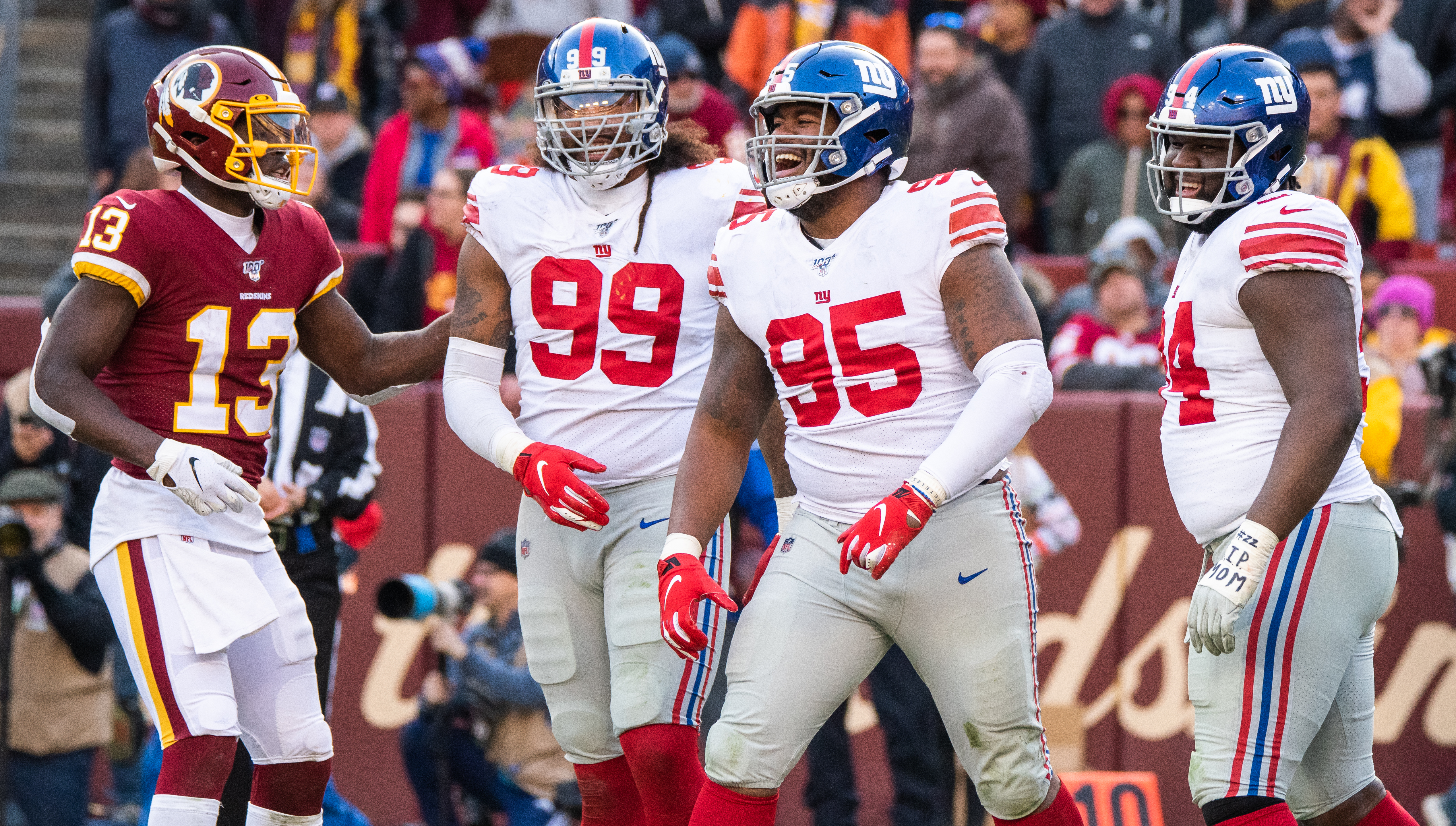
Leonard Williams.

Fue seleccionado en la primera ronda en la Reunión Anual de Selección de Jugadores de la NFL de 2015. Hizo su debut profesional con el equipo New York Jets, en el cual jugó cinco temporadas (2015-2019), después pasó a New York Giants (2019-2023), luego a Seattle Seahawks, donde lleva jugando una temporada.